# Mysterious Ways
Mysterious Ways – piosenka zespołu U2 z płyty Achtung Baby, wydana także jako drugi singel z tej płyty.
Piosenka uzyskała dziewiąte miejsce na liście Billboard Hot 100, jedno z najlepszych w historii singli U2.
Kiedy grana była na żywo podczas trasy koncertowej Zoo TV, na ekranie pokazywana była tancerka tańcząca taniec brzucha. Podczas Vertigo Tour Bono zapraszał przypadkowe dziewczyny na scenę. Wykonanie na żywo tej piosenki można było zobaczyć na każdym wydaniu DVD z koncertów zespołu oprócz Elevation: Live from Boston.
Podczas nagrywania utworu w studio oraz wykonywania go na żywo, perkusista zespołu grał na perkusji elektronicznej.